# Canton de Saint-Jeoire
Le canton de Saint-Jeoire est un ancien canton français, situé dans le département de la Haute-Savoie. Le chef-lieu de canton se trouvait à Saint-Jeoire. Il disparait lors du redécoupage cantonal de 2014 et les communes rejoignent le canton de Bonneville.

## Géographie
Le territoire de la commune s'organise autour d'un centre constitué par les bourgs de La Tour et de Saint-Jeoire, viennent ensuite à l'est les contreforts du Chablais et à l'ouest le pays de La Sallaz.

## Histoire administrative
Lors de l'annexion du duché de Savoie à la France révolutionnaire en 1792, le territoire issu de La Sallaz — ancien mandement de Thiez —  est organisé, en 1793, en canton avec Viuz-en-Sallaz comme chef-lieu, au sein du district de Cluses, dans le département du Mont-Blanc,. Ce nouveau canton comptait dix communes : Boëge ; Bogève ; Burdignin ; Latour et Onion ; Pellionnex ; Saint-jean-de-Tholomé ; Saint-jeoire ; Villard ; Ville-en-Sallaz et Viuz-en-Sallaz, avec 8 106 habitants,. Il s'agit en fait de l'ancien mandement de Viuz créé en 1782. Avec la réforme de 1800, le canton est maintenu avec douze communes, dans le nouveau département du Léman, dans l'arrondissement communal de Bonneville.
En 1814, puis 1815, le duché de Savoie retourne dans le giron de la maison de Savoie. Le canton de Viuz disparaît et se transforme en un mandement sarde, soit au sein de la province du Faucigny, avec Saint-Jeoire comme nouveau siège du pouvoir. Il regroupe dix communes : Boège ; Burdignin ; Onion ; La Tour ; Saint-André ; Saint-Jean-de-Tholomé ; Saint-Jeoire ; Le Villard ; Ville-en-Sallaz et Viuz-en-Sallaz. Les réformes de 1818 et 1837 ne modifient pas l'organisation.
Au lendemain de l'Annexion de 1860, le duché de Savoie est réunis à la France et retrouve une organisation cantonale, au sein du nouveau département de la Haute-Savoie (créé par décret impérial le 15 juin 1860). La commune de Saint-Jeoire-en-Faucigny devient en 1860 Saint-Jeoire et elle devient le chef-lieu d'un canton. Des dix communes du mandement, Boëge, Bogève et Burdignin passent au canton voisin de Boëge, dans l'arrondissement de Thonon.
Par décret du 13 février 2014, le nombre de cantons du département est divisé par deux, avec mise en application aux élections départementales de mars 2015. Les communes du canton intègrent le canton de Bonneville.

## Composition
Le canton de Saint-Jeoire regroupait les 7 communes suivantes :
| Nom                   | Code Insee | Intercommunalité       | Superficie (km2) | Population (dernière pop. légale) | Densité (hab./km2) |
| --------------------- | ---------- | ---------------------- | ---------------- | --------------------------------- | ------------------ |
| Mégevette             | 74174      | CC des Quatre Rivières | 21,66            | 565 (2014)                        | 26                 |
| Onnion                | 74205      | CC des Quatre Rivières | 18,97            | 1 276 (2014)                      | 67                 |
| Saint-Jean-de-Tholome | 74240      | CC des Quatre Rivières | 12,37            | 915 (2014)                        | 74                 |
| Saint-Jeoire          | 74241      | CC des Quatre Rivières | 22,75            | 3 216 (2014)                      | 141                |
| La Tour               | 74284      | CC des Quatre Rivières | 7,73             | 1 256 (2014)                      | 162                |
| Ville-en-Sallaz       | 74304      | CC des Quatre Rivières | 3,37             | 839 (2014)                        | 249                |
| Viuz-en-Sallaz        | 74311      | CC des Quatre Rivières | 20,99            | 4 103 (2014)                      | 195                |

## Représentation

### Conseillers généraux de 1861 à 2015
| Période | Période          | Identité                         | Étiquette   | Qualité |
| ------- | ---------------- | -------------------------------- | ----------- | --- |
| 1861    | 1867 (décès)     | Michel Dufour                    | Libéral     | Avocat, maire de Bonneville (1860)                                                                                                |
| 1867    | 1874             | Jean-Marie Pacthod               | Libéral     | Avocat à Bonneville |
| 1874    | 1886             | Comte Ange-Alexis de La Fléchère | Droite      | Ancien représentant de la Savoie au parlement du royaume de Sardaigne à Turin Ancien syndic de Saint-Jeoire Maire de Saint-Jeoire |
| 1886    | 1894 (démission) | Charles Dupraz                   | Républicain | Nommé Sous-Préfet à Sisteron (Basses-Alpes) en 1894                                                                               |
| 1894    | 1907 (démission) | Jean-Pierre-Joseph Besson        | Rad.        | Médecin, maire de Saint-Jeoire, conseiller d'arrondissement                                                                       |
| 1908    | 1919             | Constant Rey-Millet              | Républicain | Propriétaire et négociant, maire de La Tour                                                                                       |
| 1919    | 1934             | Zéphyrin Cheneval-Pallud         | RG          | Propriétaire, cultivateur et négociant Maire de Viuz-en-Sallaz (1895-1925)                                                        |
| 1934    | 1940             | François Ruin                    | PDP         | Banquier |
|         |                  |                                  |             | |
| 1942    | 1945             | Paul Gay                         |             | Conseiller municipal de Saint-Jeoire Nommé conseiller départemental en 1942                                                       |
|         |                  |                                  |             | |
| 1945    | 1949             | Georges Thévenod                 | SFIO        | Mécanicien - Maire de Saint-Jeoire (1944-1947)                                                                                    |
| 1949    | 1961             | François Levret                  | MRP         | Agent d'assurances Maire de Viuz-en-Sallaz (1945-1975)                                                                            |
| 1961    | 1967             | François Rubin                   | DVD         | Médecin Maire de Saint-Jeoire (1947-1967)                                                                                         |
| 1967    | 1973             | François Levret                  | CD          | Maire de Viuz-en-Sallaz (1945-1975)                                                                                               |
| 1973    | 1985             | Serge Revuz                      | PCF         | Artisan-maçon - Maire de La Tour                                                                                                  |
| 1985    | 2003 (décès)     | Jean-Marc Chavanne               | RPR>UMP     | Maire de Saint-Jeoire-en-Faucigny (1980-2003) Député (1998-2003)                                                                  |
| 2003    | 2015             | Serge Pittet                     | UMP         | Maire de Viuz-en-Sallaz (2001-2020)                                                                                               |

### Conseillers d'arrondissement (de 1861 à 1940)
| Période                                  | Période          | Identité                  | Étiquette   | Qualité |
| ---------------------------------------- | ---------------- | ------------------------- | ----------- | --- |
|                                          | 1890 (démission) | M. Besson                 |             | |
| 1890                                     | 1894             | Jean Pierre Joseph Besson | Républicain | Médecin à Saint-Jeoire, suppléant du juge de paix                                                           |
|                                          |                  |                           |             | |
| av.1937                                  |                  | Jules Dupraz              | Radical     | Notaire à Viuz-en-Sallaz puis à Saint-Jeoire                                                                |
| 1940                                     |                  |                           |             | Les conseils d'arrondissement ont été suspendus par la loi du 12 octobre 1940 et n'ont jamais été réactivés |
| Les données manquantes sont à compléter. |                  |                           |             | |

## Démographie
| 1962  | 1968  | 1975  | 1982  | 1990  | 1999  | 2006   | 2011   | 2012   |
| ----- | ----- | ----- | ----- | ----- | ----- | ------ | ------ | ------ |
| 5 780 | 6 221 | 6 252 | 6 550 | 8 154 | 9 814 | 11 089 | 11 709 | 11 836 |